# 화성 (쌀)
화성벼는 대한민국 반수체육종법에 의해 최초로 또 최단 시간 안에 약배양 기법으로 육성 또는 보급된 벼 품종 중 하나이다.

## 역사
화성벼는 농촌진흥청에서 정한 18종의 고품질 품종 중 하나이며 1981년부터 1982년까지 벼줄무늬잎마름병에 강한 애지 37호와 단간 양질인 삼남벼 둘을 인공적으로 교배하여 만든 잡종 1세대를 약배양 한 뒤, 염색체가 배가된 3개체를 포장 전개하여 만들어진 품종이다. 이러한 과정에서 우수한 특성을 가진 계통명 수원 330호 또한 만들어지게 되었다. 1985년도에 화성벼라는 이름을 짓게 되었으며, 장려품종으로 지정하게 된다.

## 특징
중생품종인 화성벼의 키는 80에서 82cm 정도여서 중간 크기의 벼 품종에 속하며 이삭당벼 알수는 97개이다. 햇빛을 잘 받아 드리는 잎은 연한 녹색이고 나비와 크기는 중간이며, 줄기와 분얼력도 중간 굵기이다. 이삭은 추출도가 좋은편에 속하여 착립밀도는 보통이다. 벼알은 밥을 지었을 때 윤기가 흐른다.

## 영양
화성벼의 쌀알은 투명하며, 아밀로오스 함량이 19.6%이고 호화온도는 중간이다. 쌀알로 밥을 지으면 맛이 좋다고 한다.

## 재배 방법
벼줄무늬잎마름병에 강한 화성벼이지만, 도열병이나 벼흰빛잎마름병 등의 해충에는 약하기 때문에 방제를 적절히 해야 하며 적당한 시비를 해야 쓰러지지 않는다.

## 재배 지역
화성벼를 재배하기 정당하는 지역은 중부 평야지대, 남부 중간지대, 중서부 및 동남부 해안지대이며, 이 품종은 특히 남부지방의 만기재배와 이모작재배에서 잘 자란다.

## 같이 보기
- 벼
- 쌀
- 수라벼